# Associazione Calcio Forlì 1978-1979
Questa voce raccoglie le informazioni riguardanti l'Associazione Calcio Forlì nelle competizioni ufficiali della stagione 1978-1979.

## Stagione
Nel nuovo campionato di Serie C1, in questa stagione 1978-1979, il Forlì conferma l'allenatore Attilio Santarelli. I rinforzi arrivano dal Bellaria con Massimo Bonini e Mirko Fabbri, dalla Juventus con Giuseppe Zaniboni, dal Bologna con Giorgio Valmassoi, ma la nuova categoria si configura molto difficile per i biancorossi, ai primi di aprile, dopo il pareggio interno con il Treviso (1-1), con la squadra in piena lotta per mantenere la categoria, il vulcanico presidente Giovanni Bianchi sostituisce l'allenatore con Giuseppe Vavassori. 
Il nuovo tecnico risolleva la squadra, incassando una sola sconfitta nelle ultime nove partite, guidando il Forlì ad ottenere la salvezza. Portata a termine la missione Vavassori molto stimato dai tifosi, lascia i biancorossi a causa dello scarso feeling con il presidente, l'ex portiere di Bologna, Juventus e Catania verrà a mancare precocemente nel 1983, a soli 49 anni.
Nella Coppa Italia di Serie C il Forlì disputa, prima del campionato, il 16º girone di qualificazione, che promuove ai sedicesimi di finale la Vis Pesaro.

## Rosa
| N. |                   | Ruolo | Calciatore          |
| -- | ----------------- | ----- | ------------------- |
|    | Italia (bandiera) | A     | Pier Luigi Angeloni |
|    | Italia (bandiera) | C     | Arnaldo Bernardini  |
|    | Italia (bandiera) | C     | Massimo Bonini      |
|    | Italia (bandiera) | P     | Roberto Busi        |
|    | Italia (bandiera) | A     | Mirko Fabbri        |
|    | Italia (bandiera) | D     | Emanuele Gabban     |
|    | Italia (bandiera) | A     | Loris Ghidoni       |
|    | Italia (bandiera) | C     | Moreno Grilli       |
|    | Italia (bandiera) | C     | Renato Luchitta     |

| N. |                   | Ruolo | Calciatore        |
| -- | ----------------- | ----- | ----------------- |
|    | Italia (bandiera) | C     | Paolo Marchini    |
|    | Italia (bandiera) | D     | Francesco Modica  |
|    | Italia (bandiera) | D     | Sergio Piazza     |
|    | Italia (bandiera) | D     | Ebro Ravaglia     |
|    | Italia (bandiera) | C     | Antonio Sabato    |
|    | Italia (bandiera) | D     | Carmine Schiano   |
|    | Italia (bandiera) | C     | Emanuele Tolin    |
|    | Italia (bandiera) | D     | Giorgio Valmassoi |
|    | Italia (bandiera) | D     | Giuseppe Zaniboni |

## Risultati

### Serie C1

#### Girone di andata
| Arbitro: | Madonna (Torre del Greco) |

|                                      |           |  |
| Angeloni 23’ Fabbri 25’ Marchini 33’ | Marcatori |  |

| Arbitro: | Cherri (Macerata) |

|               |           |  |
| Fontanesi 31’ | Marcatori |  |

| Lecco 15 ottobre 1978 3ª giornata | Lecco          | 0 – 0 | Forlì | Stadio Mario Rigamonti\| Arbitro: \| Agate (Torino) \| |
| Arbitro:                          | Agate (Torino) |       |       |                                                        |

| Arbitro: | Lombardo (Marsala) |

|              |           |             |
| Zaniboni 83’ | Marcatori | 89’ Testoni |

| Arbitro: | Pirandola (Lecce) |

|                              |           |  |
| Angeloni 12’, 83’ Gabban 51’ | Marcatori |  |

| Arbitro: | Corigliano (Crotone) |

|           |           |  |
| Bonci 35’ | Marcatori |  |

| Arbitro: | Esposito (Torre del Greco) |

|            |           |  |
| Grilli 81’ | Marcatori |  |

| Treviso 19 novembre 1978 8ª giornata | Treviso        | 0 – 0 | Forlì | Stadio Omobono Tenni\| Arbitro: \| Pampana (Pisa) \| |
| Arbitro:                             | Pampana (Pisa) |       |       |                                                      |

| Arbitro: | Giaffreda (Roma) |

|            |           |             |
| Sabato 14’ | Marcatori | 57’ Braghin |

| Arbitro: | Bianciardi (Siena) |

|                                                 |           |  |
| Cavagnetto 10’ (rig.), 67’ (rig.) Nicoletti 79’ | Marcatori |  |

| Arbitro: | Parussini (Udine) |

|            |           |  |
| Fabbri 52’ | Marcatori |  |

| Arbitro: | Colasanti (Roma) |

|                    |           |                         |
| Musella 59’ (rig.) | Marcatori | 4’ Schiano 32’ Angeloni |

| Arbitro: | Pezzella (Frattamaggiore) |

|                                |           |             |
| Angeloni 37’ Grilli 45’ (rig.) | Marcatori | 44’ Martini |

| Arbitro: | Parussini (Udine) |

|                                |           |              |
| Berlini 47’ Frutti 63’ Dri 75’ | Marcatori | 23’ Marchini |

| Arbitro: | Savalli (Trapani) |

|             |           |  |
| Andreis 23’ | Marcatori |  |

| Arbitro: | Pairetto (Torino) |

|                         |           |                           |
| Marchini 29’ Fabbri 31’ | Marcatori | 12’ Crepaldi 87’ Skoglund |

| Arbitro: | Vallesi (Pisa) |

|                 |           |  |
| Scandroglio 68’ | Marcatori |  |

#### Girone di ritorno
| Arbitro: | Lombardo (Marsala) |

|                |           |  |
| Gasparrini 53’ | Marcatori |  |

| Arbitro: | Madonna (Torre del Greco) |

|            |           |  |
| Bonini 60’ | Marcatori |  |

| Arbitro: | Adamu (Cagliari) |

|            |           |              |
| Fabbri 55’ | Marcatori | 75’ Bocchinu |

| Arbitro: | Leni (Perugia) |

|               |           |            |
| Neri 39’, 47’ | Marcatori | 73’ Fabbri |

| Arbitro: | Faccenda (Salerno) |

|                                 |           |  |
| Ferraris 62’ (rig.) Ferrari 71’ | Marcatori |  |

| Arbitro: | Falzier (Treviso) |

|  |           |            |
|  | Marcatori | 64’ Scarpa |

| Arbitro: | Rufo (Roma) |

|               |           |  |
| Prunecchi 34’ | Marcatori |  |

| Arbitro: | Altobelli (Roma) |

|              |           |         |
| Luchitta 11’ | Marcatori | 18’ Bez |

| Arbitro: | Savalli (Trapani) |

|          |           |  |
| Enzo 12’ | Marcatori |  |

| Arbitro: | Simini (Torino) |

|                |           |                |
| Bernardini 74’ | Marcatori | 92’ Vierchowod |

| Arbitro: | Baldi (Roma) |

|             |           |             |
| Pardini 37’ | Marcatori | 9’ Angeloni |

| Arbitro: | Castaldi (Vasto) |

|                              |           |                        |
| Sabato 24’ Grilli 65’ (rig.) | Marcatori | 20’ Vitale 69’ Musella |

| Arbitro: | Giaffreda (Roma) |

|                      |           |              |
| Bongiorni 16’ (rig.) | Marcatori | 18’ Angeloni |

| Arbitro: | Esposito (Torre del Greco) |

|            |           |  |
| Gabban 88’ | Marcatori |  |

| Forlì 27 maggio 1979 32ª giornata | Forlì            | 0 – 0 | Triestina | Stadio Tullo Morgagni\| Arbitro: \| Colasanti (Roma) \| |
| Arbitro:                          | Colasanti (Roma) |       |           |                                                         |

| Arbitro: | Pezzella (Frattamaggiore) |

|            |           |              |
| Gritti 85’ | Marcatori | 25’ Marchini |

| Forlì 9 giugno 1979 34ª giornata | Forlì             | 0 – 0 | Novara | Stadio Tullo Morgagni\| Arbitro: \| Angelelli (Terni) \| |
| Arbitro:                         | Angelelli (Terni) |       |        |                                                          |

### Coppa Italia Semiprofessionisti

#### Fase eliminatoria a gironi
| Arbitro: | Mele (Bergamo) |

|                         |           |  |
| Grilli 68’ Angeloni 82’ | Marcatori |  |

| 30 agosto 1978 2ª giornata |  | – Turno riposo Forlì |  |  |

| Arbitro: | Suzzi (Monfalcone) |

|                      |           |  |
| Tolin 57’ Sabato 75’ | Marcatori |  |

| Arbitro: | Graziani (Vicenza) |

|                                         |           |           |
| G. Bocci 63’, 80’ (rig.) Clementoni 76’ | Marcatori | 50’ Tolin |

| 17 settembre 1978 5ª giornata |  | – Turno riposo Forlì |  |  |

| Arbitro: | Falzier (Treviso) |

|               |           |  |
| Luteriani 44’ | Marcatori |  |